# Narendra Dabholkar
Narendra Dabholkar (ur. 1 listopada 1945, zm. 20 sierpnia 2013) – indyjski lekarz i działacz społeczny ze stanu Maharasztra. Był racjonalistą i autorem publikacji na temat przesądów i ich wykorzeniania. W 1989 roku założył i został prezydentem Maharashtra Andhashraddha Nirmoolan Samiti (MANS), czyli Komitetu Zwalczania Zabobonów w Maharasztra. Gdy został zamordowany 20 sierpnia 2013 r., po czterech dniach w przyspieszonym trybie promulgowano zainicjowaną przez niego ustawę o przeciwdziałaniu zabobonom i czarnej magii (Anti-Superstition and Black Magic Ordinance) w stanie Maharasztra. W 2014 roku, został pośmiertnie uhonorowany nagrodą Padma Shri za działalność społeczną.